# Hilduin (Saint-Bertin)
Hilduin le Jeune (Hildvinus junior, mort à l'abbaye Saint-Bertin le 7 juin 877), religieux lorrain, cousin de l'évêque de Cologne Gunther, fut candidat au siège épiscopal de Cambrai de 862 à 866, mais se trouva écarté par l'archevêque métropolitain. Il rejoignit la cour de Charles le Chauve, et obtint le 19 juin 866 la charge d'abbé de Saint-Bertin. Ordonné prêtre par Francon de Liège en 869, puis présenté sans succès par le roi de Francie occidentale comme candidat au siège de Cologne en janvier 870, il est finalement nommé bibliothécaire royal.

## Source
- J. Calmette, « Les abbés Hilduin au IXe siècle », Bibliothèque de l'école des chartes, vol. 65, no 65,‎ 1904, p. 530-536